# Ryu Hye-young
Ryu Hye-young (류혜영?; 28 marzo 1991) è un'attrice e modella sudcoreana.
Ha debuttato nel 2007 nel cortometraggio Yeogosaeng-ida, prendendo in seguito parte a numerosi corti e film indipendenti, oltre che ad alcuni serial TV dal 2015.
Nel 2012 ha ricevuto il premio Miglior attrice al Multicultural International Short Film Festival per il ruolo in Jor-eob-yeohaeng.

## Filmografia

### Cinema
- Yeogosaeng-ida (여고생이다?), regia di Park Ji-wan – cortometraggio (2007)
- Gom-i nae-ege (곰이 나에게?), regia di Park Ji-wan – cortometraggio (2009)
- Aejeong manse jung – Miseongnyeon" (애정만세 中 '미성년'?), regia di Yang Ik-joon – cortometraggio (2011)
- Neo-wa na-ui geori 1m (너와 나의 거리 1m?), regia di Park Sun-joo – cortometraggio (2011)
- Heart Vibrator (하트바이브레이터?, Hateu ba-ibeure-iteoLR), regia di Uhm Tae-hwa – cortometraggio (2011)
- Headphone (헤드폰?, HedeuponLR) – cortometraggio (2012)
- Sum (숲?), regia di Uhm Tae-hwa – cortometraggio (2012)
- Jor-eob-yeohaeng (졸업여행?), regia di Park Seon-joo – cortometraggio (2012)
- Ingtugi (잉투기?), regia di Uhm Tae-hwa (2013)
- Museo-un i-yagi 2 (무서운 이야기 2?), regia di Jung Bum-sik, Min Gyu-dong, Kim Hwee e Kim Sung-ho (2013)
- Scenario Guide (시나리오 가이드?, Sinari-o ga-ideuLR), regia di Han Jun-hee – cortometraggio (2013)
- Geurimja sonyeo (그림자 소녀?), regia di Lee Joon-pil – cortometraggio (2013)
- Sa-ibi (사이비?), regia di Yeon Sang-ho (2013)
- Talchul (탈출?), regia di Jung Bum-sik – cortometraggio (2013)
- Mansin (만신?), regia di Park Chan-kyung (2014)
- Machimnae nar-i saenda (마침내 날이 샌다?), regia di Han In-mi – cortometraggio (2013)
- Seoul yeon-ae (서울연애?), regia di Choi Si-hyung, Lee Woo-jung, Jung Jae-hoon, Kim Tae-yong, Lee Jung-hong, Jung Hyuk-gi e Jo Hyun-chul (2014)
- Slow Video (슬로우 비디오?, Seullo-u bidi-oLR), regia di Kim Yong-tak (2014)
- Na-ui dokjaeja (나의 독재자?), regia di Lee Hae-joon (2014)
- Eunmilhan cheotgyeongheom (은밀한 첫경험?) (2014)
- Geu nom-ida (그놈이다?), regia di Yoon Joon-hyung (2015)
- Utah ganeun gil (유타가는 길?, Yutaganeun gilLR), regia di Kim Jung-joong (2015)
- Hae-eohwa (해어화?), regia di Park Hong-sik (2016)
- Teukbyeolsimin (특별시민?), regia di Park In-je (2017)

### Televisione
- Spy (스파이?, Seupa-iLR) – serie TV (2015)
- Heart to Heart (하트 투 하트?, Hateu tu hateuLR) – serie TV (2015)
- Eungdaphara 1988 (응답하라 1988?) – serie TV (2015-2016)
- Eun-ju-ui bang (은주의 방?) – serie TV (2018-2019)
- Law School (로스쿨?, RoseukeulLR) – serie TV (2021)

## Riconoscimenti
- Baeksang Arts Award
  - 2016 – Candidatura Miglior nuova attrice televisiva per Eungdaphara 1988

- Blue Dragon Film Award
  - 2014 – Candidatura Miglior nuova attrice per Na-ui dokjaeja

- Buil Film Award
  - 2014 – Candidatura Miglior nuova attrice per Ingtugi

- Busan Film Critics Award
  - 2014 – Miglior nuova attrice per Ingtugi

- Chunsa Film Art Award
  - 2016 – Premio speciale popolarità[4]

- Korean Cable TV Award
  - 2016 – Premio stella nascente per Eungdaphara 1988[5]

- InStyle Star Icon
  - 2016 – Attrice della prossima generazione per Geu nom-ida e Hae-eohwa[6]

- Max Movie Award
  - 2014 – Candidatura Miglior nuova attrice per Ingtugi
  - 2015 – Candidatura Miglior nuova attrice per Na-ui dokjaeja

- Multicultural International Short Film Festival
  - 2012 – Miglior attrice per Jor-eob-yeohaeng

- tvN10 Award
  - 2016 – Candidatura Premio rubascena, attrice per Eungdaphara 1988